# Anna Silk

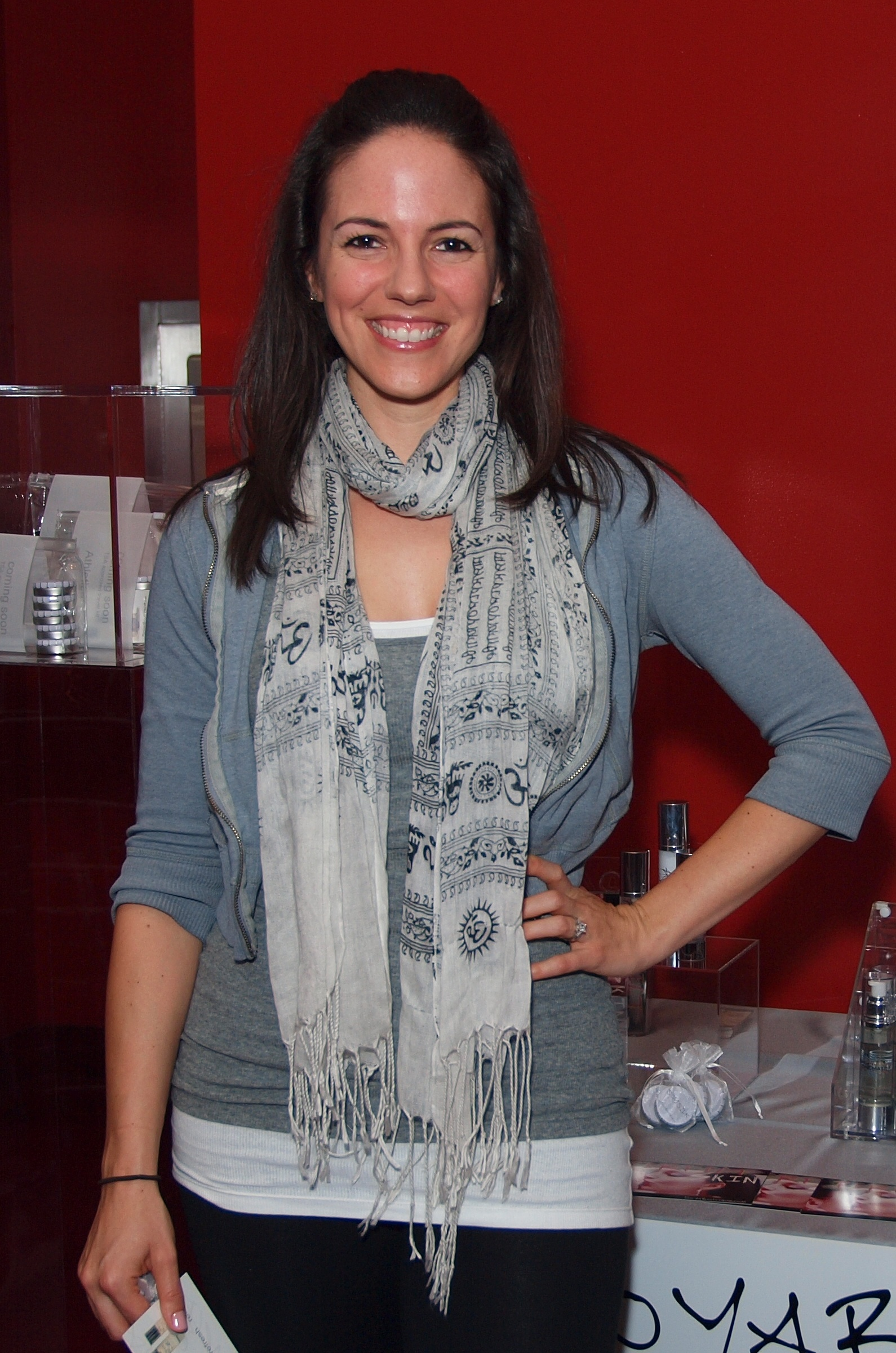
Anna Silk (2010)

Anna Silk (* 31. Januar 1974 in Fredericton, New Brunswick) ist eine kanadische Schauspielerin.

## Leben
1997 machte sie ihr Abschlussexamen als Bachelor of Arts an der St. Thomas University. Sie wirkte u. a. mit in Produktionen am St. Thomas Theatre, Seven Menus und The Kitchen (New York).
Bekannt wurde Anna Silk durch ihre Rolle als Deb in einer TV-Werbesendung, in der sie eine verbitterte und verärgerte Stewardess spielt. Diese Fernsehreklame erlangte in Kanada Kultstatus. Im Jahr 2010 startete die neue Fernsehserie Lost Girl, in der sie bis zum Serienende 2015 die Hauptrolle der Bo spielte.

## Filmografie (Auswahl)
- 2002: Geständnisse – Confessions of a Dangerous Mind (Confessions of a Dangerous Mind)
- 2004: Anonymous Rex
- 2004: Love Rules
- 2004: Dead Lawyers
- 2005: Hate
- 2005: The Perfect Neighbor
- 2006: Wenn der Mond auf die Erde stürzt (Earthstorm)
- 2006: Legacy of Fear
- 2007: Voicemail
- 2007: Do Not Bend
- 2007: Breakfast with Scot
- 2009: Ghost Whisperer – Stimmen aus dem Jenseits (Ghost Whisperer, Fernsehserie, Episode 4x02)
- 2009–2010: Being Erica – Alles auf Anfang (Being Erica, Fernsehserie, 3 Episoden)
- 2010–2015: Lost Girl (Fernsehserie, 77 Episoden)
- 2011: Republic of Doyle – Einsatz für zwei (Republic of Doyle, Fernsehserie, Episode 2x12)
- 2013: Assassins Tale
- 2018: Wynonna Earp (Fernsehserie, Episode 3x10)
- 2019: Blood & Treasure – Kleopatras Fluch (Blood & Treasure, Fernsehserie, 3 Folgen)